# Donald Broadbent
Donald Broadbent (Birmingham, 6 maggio 1926 – Aylesbury, 10 aprile 1993) è stato uno psicologo britannico.

## Biografia
Nato a Birmingham, Broadbent trascorse l'infanzia in Galles. Nonostante la condizione economica piuttosto precaria, la madre lo iscrisse al Winchester College. Dopo la morte del padre, si trasferirono a Llandyman e poi a Mold. Prima del servizio militare intraprese diversi studi, tra cui storia e scienze, per poi dedicarsi allo studio della psicologia sperimentale sotto la guida di Frederic Bartlett all'Università di Cambridge, dove si laureò nel 1949. Nel 1958 divenne direttore dell'unità di psicologia applicata del Medical Research Council dove si dedicò all'applicazione della materia nella gestione dei problemi relativi all'industria militare, come il calo di attenzione o le conseguenze dei rumori sull'attenzione e la concentrazione durante le operazioni militari. 
Sempre nel 1958 pubblicò il libro Perception and communication, in cui descrisse l'analisi delle operazioni mentali che avvengono durante le risposte agli stimoli esterni, offrendo uno dei primi modelli per lo studio della psicologia cognitiva. Il libro viene considerato uno dei testi fondamentali nello studio della psicologia cognitiva.
Nel 1974 divenne membro del Wolfson College di Oxford, dove sviluppò nuove teorie sull'apprendimento implicito. Per i suoi contributi alla psicologia, nel 1975 ricevette il premio dall'American Psychological Association. Un sondaggio del 2002 pubblicato su Review of General Psychology ha classificato Broadbent come il 54º psicologo più citato del XX secolo.

## Teoria del filtro

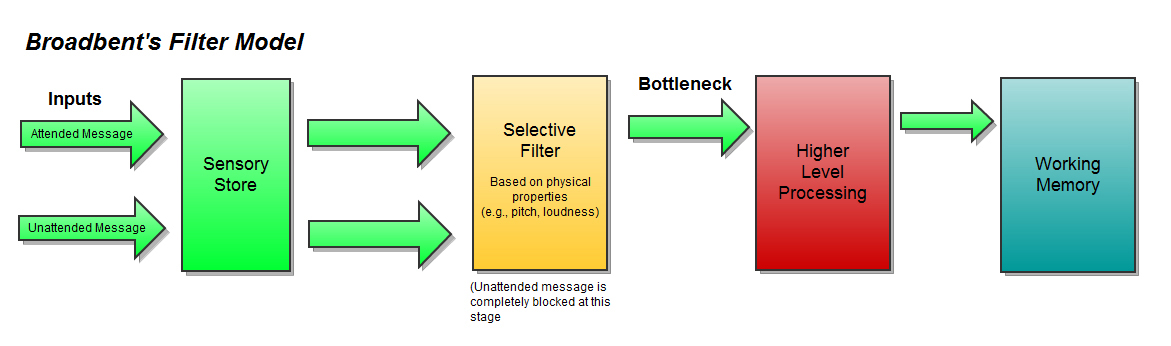
Toria del filtro di Broadbent

La teoria del filtro sviluppata nel 1958 assieme allo scienziato cognitivo Colin Cherry è una delle ricerche più importanti di Broadbent. Si tratta di un modello in cui viene analizzata la capacità del cervello di concentrare la propria attenzione uditiva su uno stimolo particolare filtrando tutti gli altri stimoli recepiti nello stesso momento. Broadbent arrivò alla conclusione che nel cervello è presente un meccanismo di "filtro" che blocca le informazioni a cui non si è assistito in modo selettivo. Quando due stimoli vengono recepiti nello stesso momento, solo uno dei due è in grado di essere elaborato, mentre l'altro rimane "immagazzinato" per poi essere elaborato in un momento successivo; questo è necessario per evitare un sovraccarico di informazioni. Questa teoria è considerata fondamentale negli studi della psicologia sperimentale.